# Tele Radio Vinschgau
Tele Radio Vinschgau war ein Südtiroler Radiosender mit Sitz in Schlanders. Der private Sender bediente als Lokalradio den Vinschgau und übernahm als Nachrichtenprogramme das Südtirol Journal.

## Geschichte
Tele Radio Vinschgau wurde vom gelernten Radio- und Fernsehtechniker Rudi Lösch gegründet und lange Jahre als Familienbetrieb geführt. Es entstand aus einem anfangs noch namenlosen Radioprogramm, das Lösch ab 1975 aus seinem Keller sendete. 1981 erhielt der Sender seinen heutigen Namen, die rechtliche Anerkennung folgte erst 1992. Ab 2018 gehörte Tele Radio Vinschgau zum medialen Portfolio des Athesia-Konzerns.
Bereits wenige Wochen später wurde die Einstellung des Sendebetriebs gemeldet.